# Torremitja
Can Torremitja és una obra de Calonge de Segarra (Anoia) inclosa a l'Inventari del Patrimoni Arquitectònic de Catalunya.

## Descripció
Està situat a tocar del camí rural que comunica el nucli d'Enfesta amb la carretera L-300, al costat de les ruines de la masia de Torremitja.
Es conserva la sala de moldre, d'arc apuntat, on s'observa l'espai que ocupava la mola. Un forat al terra permet accedir al carcabà, on hi resta la peça de ferro que envoltava el rodet. Des d'aquí es pot veure el túnel de desguàs, la sortida exterior del qual està tapada per la vegetació.
Pel darrere del molí es veu l'espai que ocupava la bassa.